# Priocnemis diversa
Priocnemis diversa is een vliesvleugelig insect uit de familie van de spinnendoders (Pompilidae). De wetenschappelijke naam van de soort is voor het eerst geldig gepubliceerd in 1946 door Junco y Reyes.